# Detroit Pistons 1987-1988
La stagione 1987-88 dei Detroit Pistons fu la 39ª nella NBA per la franchigia.
I Detroit Pistons vinsero la Central Division della Eastern Conference con un record di 54-28. Nei play-off vinsero il primo turno con i Washington Bullets (3-2), la semifinale di conference con i Chicago Bulls (4-1), la finale di conference con i Boston Celtics (4-2), perdendo poi la finale NBA con i Los Angeles Lakers (4-3).

## Roster
| N° | Naz.                   | Ruolo | Sportivo        | Anno | Alt. | Peso |
| -- | ---------------------- | ----- | --------------- | ---- | ---- | ---- |
| 4  | Stati Uniti (bandiera) | G     | Joe Dumars      | 1963 | 191  | 86   |
| 10 | Stati Uniti (bandiera) | A     | Dennis Rodman   | 1961 | 201  | 95   |
| 11 | Stati Uniti (bandiera) | G     | Isiah Thomas    | 1961 | 185  | 82   |
| 15 | Stati Uniti (bandiera) | G     | Vinnie Johnson  | 1956 | 188  | 91   |
| 22 | Stati Uniti (bandiera) | AC    | John Salley     | 1964 | 211  | 104  |
| 23 | Stati Uniti (bandiera) | G     | Walker Russell  | 1960 | 196  | 88   |
| 25 | Stati Uniti (bandiera) | C     | William Bedford | 1963 | 213  | 102  |
| 35 | Stati Uniti (bandiera) | G     | Ralph Lewis     | 1963 | 198  | 91   |
| 40 | Stati Uniti (bandiera) | C     | Bill Laimbeer   | 1957 | 211  | 111  |
| 42 | Stati Uniti (bandiera) | C     | Chuck Nevitt    | 1959 | 224  | 217  |
| 44 | Stati Uniti (bandiera) | AC    | Rick Mahorn     | 1958 | 208  | 109  |
| 45 | Stati Uniti (bandiera) | GA    | Adrian Dantley  | 1956 | 196  | 94   |
| 50 | Stati Uniti (bandiera) | C     | Darryl Dawkins  | 1957 | 211  | 114  |
| 53 | Stati Uniti (bandiera) | C     | James Edwards   | 1955 | 213  | 102  |
| 54 | Stati Uniti (bandiera) | C     | Ron Moore       | 1962 | 213  | 118  |

## Staff tecnico
- Allenatore: Chuck Daly
- Vice-allenatori: Ron Rothstein, Dick Versace